# Долгополов, Иван Константинович
Ива́н Константи́нович Долгопо́лов (23 августа 1919, Басманово, Шарангская волость, Яранский уезд, Вятская губерния, РСФСР ― 10 ноября 1996, Килемары, Марий Эл, Россия) ― советский военный деятель. Участник Великой Отечественной войны. Представлялся к званию Героя Советского Союза. Кавалер ордена Ленина (1945). Член ВКП(б) с 1943 года.

## Биография
Родился 23 августа 1919 года в дер. Басманово ныне Шарангского района Нижегородской области.
В ноябре 1939 года призван в Красную Армию Горномарийским райвоенкоматом Марийской АССР. Участник Великой Отечественной войны: разведчик-наблюдатель батареи 68 гвардейского пушечного артиллерийского полка на Белорусском фронте, гвардии ефрейтор. Неоднократно был ранен: в 1941, 1942 и 1945 годах. В 1943 году принят в ВКП(б).
20 апреля 1944 года, несмотря на то, что находился под артиллерийским огнём, не прекратил разведку и обнаружил до роты противника, заходящего с фланга; противник был рассеян огнём дивизиона и частично уничтожен. 16 апреля 1945 года под сильным огнём переправился через р. Одер, вместе с другими разведчиками забросал врага гранатами и занял траншею. Обнаружил 3 укреплённые точки, из которых вёлся огонь по советским лодкам, и скорректировал огонь батареи, точки были подавлены. В течение дня вёл тяжёлый бой, участвуя в расширении плацдарма (из 1200 человек первого отряда форсирования в живых осталось только 36).
В 1945 году представлялся к званию Героя Советского Союза, но был награждён орденом Ленина. Также награждён орденами Отечественной войны II и I степени. 
После войны работал директором хлебозавода райпо Килемарского района Марийской АССР.
Скончался 10 ноября 1996 года в п. Килемары Марий Эл, похоронен там же. 

## Награды
- Орден Ленина (31.05.1945)[1][2]
- Орден Отечественной войны II степени (09.06.1944)[1][2]
- Орден Отечественной войны I степени (06.04.1985)[1][2]
- Медаль «За победу над Германией в Великой Отечественной войне 1941—1945 гг.» (09.05.1945)[2]
- Медаль «За доблестный труд. В ознаменование 100-летия со дня рождения Владимира Ильича Ленина»